# Edith Farkas
Edith Elizabeth Farkas (Gyula, 13. listopada 1921. - Wellington, 3. veljače 1993.), mađarska i novozelandska meteorologinja i istraživačica Antarktike. Prva je Mađarica koja je kročila na Antarktiku i prva žena zaposlena u Novozelandskoj meteorološkoj službi te jedna od istaknutijih istraživača promjena ozonskog omotača.
Srednju školu pohađala je u Juri, a diplomirala matematiku i fiziku na Katoličkom sveučilištu Péter Pázmány u Budimpešti. Nakon završetka Drugog svjetskog rata i uspostave komunističkog režima u Mađarskoj odlazi na Novi Zeland, gdje je magistrirala fiziku na Viktorijinu sveučilištu u Wellingtonu 1952. godine.
Na temelju njezina dnevnika iz Drugoga svjetskog rata objavljena je knjiga The Farkas Files.